# Gunningite
La gunningite est un minéral de la classe des sulfates, qui appartient au groupe de la kiesérite. Il porte le nom de Henry Cecil Gunning (en) (1901-1991), de la Commission géologique du Canada.

## Caractéristiques
La gunningite est un sulfate de zinc de formule chimique ZnSO4·H2O. Elle cristallise dans le système monoclinique. Sa dureté sur l'échelle de Mohs est  2,5. Elle est soluble dans l'eau.

## Classification
Selon la classification de Nickel-Strunz, la gunningite appartient à "07.CB: Sulfates (séléniates, etc.) sans anions additionnels, avec H2O, avec des cations de taille moyenne", avec les minéraux suivants : dwornikite, kiesérite, poitevinite, szmikite, szomolnokite, cobaltkiesérite, sandérite, bonattite, aplowite, boyléite, ilésite, rozénite, starkeyite, drobecite, cranswickite, chalcanthite, jôkokuite, pentahydrite, sidérotile, bianchite, chvaleticéite, ferrohexahydrite, hexahydrite, moorhouséite, nickelhexahydrite, retgersite, biebérite, boothite, mallardite, mélantérite, zinc-mélantérite, alpersite, epsomite, goslarite, morénosite, alunogène, méta-alunogène, aluminocoquimbite, coquimbite, paracoquimbite, rhomboclase, kornélite, quenstedtite, lausénite, lishizhénite, römerite, ransomite, apjohnite, bilinite, dietrichite, halotrichite, pickeringite, redingtonite, wupatkiite et méridianiite.

## Formation et gisements
Elle peut se former comme produit de la déshydratation de la boyléite. Elle a été découverte dans la mine Comstock-Keno, qui est située sur le mont Keno, dans le district minier de Mayo, dans le Yukon au Canada.